# Jiayi (län)

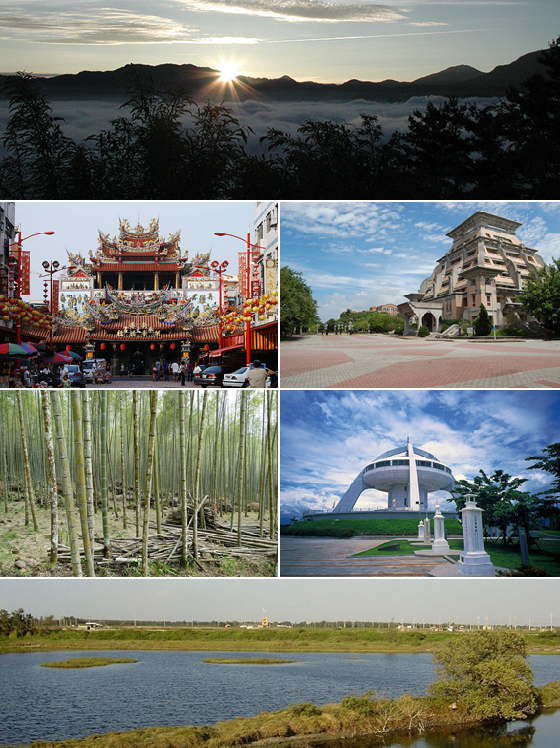
Vyer från distriktet.

Distriktet Jiayi (även Chiayi, pinyin: Jiāyì Xiàn) är ett av önationen Taiwans 22 administrativa områden.

## Geografi
Distriktet ligger i landets västra del och gränsar söderut mot Tainan och Kaohsiung, österut mot Nantou, norrut mot Yunlin och västerut mot Taiwansundet. Distriktet omger den fristående distriktet Jiayi stad.
Distriktet har en yta på cirka 1 904 km². Befolkningen uppgår till cirka 530 000 invånare. Befolkningstätheten är cirka 278 invånare / km².
Inom distriktet finns 3 nationalparker, Ālǐshān Guójiā Fēngjǐng Qū i den östra delen, Yúnjiānán Bīnhǎi Guójiā Fēngjǐng Qū i den centrala delen och Xīlāyǎ Guójiā Fēngjǐng Qū i den södra delen.

## Förvaltning
Distriktet är underdelad i 2 stadsområde (shì) och 16 orter (2 jhèng och 14 siang).
Distriktet förvaltas av ett länsråd ("Jiāyì Xiàn Yìhuì" / Jiayi County Council) under ledning av en guvernör ("Xiàn Cháng" / magistrate).
Distriktets ISO 3166-2-kod är "TW-CYQ". Huvudorten är Taibao.